# Аријанство (идеологија)
Аријанство је идеологија о расној надмоћи која наводну аријску расу посматра као одвојену и посебну расну групу која има право да влада остатком човечанства. Првобитно промовисана од стране расистичких теоретичара, као што су Артур де Гобино и Хјустон Стјуарт Чемберлен, аријанство је достигло врхунац свог утицаја у Нацистичкој Немачкој. Током 1930-их и 40-их, нацистички режим демонстрирао је своје идеолошке принципе, између осталог, инвазијом на Пољску 1939. године, тиме започевши Други светски рат у потрази за Лебенсраумом, то јест животним простором за аријски народ. Расна политика коју су примењивали Нацисти током 1930-их достиже врхунац током њиховог похода на Европу и Совјетски Савез, кулминирајући геноцидом од око 6 милиона Јевреја и око 11 милиона других жртава у ономе што је данас познато као Холокауст.

## Контекст
До касног 19. века, неколико каснијих писаца, попут француског антрополога Вашеа де Лапужа у његовој књизи „Л'Аријен”, тврдило је да се ова супериорна грана може биолошки идентификовати коришћењем кранијалног индекса (мере облика главе) и других показатеља. Он је тврдио да су дугоглави „долихоцефалично-плави” Европљани, који се карактеристично налазе у северној  Европи, природне вође, предодређени да владају над „брахицефаличним” (краткоглавим) народима. Сличне теорије су промовисали Артур де Гобино и Хјустон Стјуарт Чемберлен.

## Нацистичко аријанство
Идеологија нацизма заснована је на идеји о супериорности древне аријске расе, која је по њима на највишој позицији у расној хијерархији. Такође, сматрали су да германски народи у себи имају најчистији аријски ген. Нацистичка концепција аријске расе изникла је из ранијих разматрања расних теоретичара, као што су Артур де Гобино и Хјустон Стјуарт Чемберлен.
Нацистички расни теоретичар Ханс Фридрих Карл Гинтер сматрао је да европска раса има 5 подтипова: нордијску, медитеранску, јадранску, алпинску и источно-балтичку расу. Био је заступник нордицизма, односно сматрао је да је нордијски подтип расе највише котиран у расној хијерархији међу европским расама. У својој књизи Rassenkunde des deutschen Volkes („Расна наука немачког народа”), Гинтер је признао да је немачки народ састављен од свих 5 европских подтипова расе, али је истицао снажан утицај нордијског наслеђа међу Немцима. Гинтер је веровао да су словенски народи део „источне расе”, која је генетски удаљена од Германа и Нордијаца, те је упозоравао на опасност од мешања „германске крви” са словенском. Дефинисао је сваки расни подтип према општем физичком изгледу и према психолошким квалитетима, укључујући њихову „расну душу” - њихове емоционалне карактеристике и верске погледе, те је наводио детаљне информације о њиховој коси, очима, боји коже и структури лица. У књизи се могу наћи фотографије Немаца за које је сматрао да су нордијске расе из места као што су Баден, Штутгарт, Салцбург и Швабија; и фотографије Немаца за које је сматрао да су алпинске и медитеранске расе, нарочито из Воралберга (Баварска) и у регији Црне шуме у Бадену. Адолф Хитлер је прочитао Rassenkunde des deutschen Volkes, што је утицало на његову расну политику и на то да Гинтер добије позицију професора на катедри за антропологију Универзитета у Јени, 1932. године, где је Хитлер присуствовао његовом инаугуралном предавању.
Гинтер је правио разлику између Аријеваца и Јевреја, сматрајући да су Јевреји потекли од неевропских раса, конкретно од расе коју је називао блискоазијском расом (Vorderasiatische Rasse), која се чешће назива арменоидном расом, што је по његовом виђењу Јевреје чинило фундаментално различитим и некомпатабилним с Немцима и већином Европљана. Ово повезивање Јевреја с арменоидном расом касније су користили ционистички Јевреји, који су тврдили да су Јевреји група унутар арменоидног подтипа. Гинтер је тврдио да је блискоисточна раса потекла с Кавказа у четвртом и петом веку п.н.е., те да су се проширили у Анадолију и Месопотамију и потом на западну обалу Медитеранског мора. Осим што је доделио Јерменима и Јеврејима блискоисточне карактеристике, по његовој дефиницији њихова расна душа је истицала „трговачки дух” (Handelgeist), и за њих је рекао да су „искусни трговци” - термин за који је Гинтер тврдио да га је користио јеврејски расни теоретичар Самјуел Вајзенберг при опису савремених Јермена, Грка, Персијанаца и Јевреја. Гинтер је додао да је блискоисточни тип састављен првенствено од комерцијално расположених и вештих трговаца, тврдећи да тај тип поседује снажне психолошке вештине манипулације које су им помагале у трговини. Сматрао је да та раса „није одгајана за освајање и експлоитацију природе, већ за освајање и експлоитацију људи”.
Хитлеров концепт аријске „господарске расе” (Herrenvolk) експлицитно је искључивао велику већину Словена, сматрајући да у себи имају опасне јеврејске и азијске утицаје. Због овога је Хитлер Словене прогласио нижом расом (Untermenschen). Изузетак су били Словени за које се сматрало да су потекли од германских досељеника, што би их чинило погодним за германизацију, након које би постали део аријске нације. Хитлер је описивао Словене као „масу рођених робова који осећају потребу за господаром”. Хитлер је тврдио да се Женевске конвенције не могу примењивати на Словене јер су нижа раса, што је значило да је немачким војницима током Другог светског рата било допуштено да их игноришу у интеракцији са словенским народима. Хитлер је словенску расу називао „фамилијом зечева”, што је значило да су инхерентно лењи и неорганизовани. Министар пропаганде Нацистичке Немачке Јозеф Гебелс преко медија је пропагирао идеју да су Словени примитивне животиње, пореклом из сибирских тундри, описујући их као „тамни талас прљавштине”. Наратив нациста да су Словени инфериорна нижа раса био је  део агенде за креирање Лебенсраума („животног простора”) за Немце и остале германске народе у источној Европи, који је започео током Другог светског рата као део операције Генералплан Ост: план је био да се милиони Немаца и осталих германских колониста преселе у освојене територије источне Европе, док би оригинални словенски насељеници тих крајева били истребљени, протерани или поробљени. Марионетска влада Независне Државе Хрватске одбијала је општеприхваћени консенсуз да су Хрвати примарно словенски народ, те је тврдила да су Хрвати заправо примарно потомци германских Гота. Међутим, нацистички режим је настављао да Хрвате категорише као „нижу расу”, иако су били у савезу. Како је рат текао, политика нацистичког режима према Словенима се променила због недостатка војника, па су почели да дозвољавају Словенима да служе војску унутар њених оружаних снага на окупираним територијама, иако су сматрани нижом расом, што је био прагматичан потез да се реше проблема мањка војника.
Убрзо након што су нацисти дошли на власт 1933. године, донели су закон о обнови професионалне државне службе по ком су сви државни службеници морали да доставе доказ њиховог аријског порекла. По закону су људи који су имали макар једног јеврејског претка другог степена (баба или деда) категорисани као „не-аријевци”. Немачки министар унутрашњих послова Алберт Гортер 1933. године формулисао је званичну дефиницију „аријске расе” за нови закон, која је укључивала све не-јеврејске Европљане. Ова дефиниција је била неприхватљива нацистичком режиму. Међутим, Ахим Герке је изменио Гортерову скицу закона, класификујући људе који су били „племенски” повезани с „немачком крвљу” као Аријевце. Нирнбершки расни закони 1935. године су сматрали „расно прихватљивим” људе с „немачком или сродном крвљу”.
Хитлер је често преиспитивао да ли су Чеси заправо Аријевци, рекавши у свом говору за столом „Довољно је да Чех пусти бркове, па да свако види, по начину на који они падају, да је његово порекло монголско.” Нацистички расни теоретичари су често постављали питање да ли Италијани имају довољно аријске крви. Из Хитлерове перспективе, Италијани са севера земље су имали снажно аријско наслеђе, али Италијани с југа нису. Нацисти су сматрали да је пад Римског царства изазвала чињеница да су Италијани своју крв затровали расним мешањем, тврдећи да су Италијани тиме постали „хибридна раса”, која је укључивала чак и црне афричке расе. Хитлер је чак споменуо његов поглед о присуству негроидне крви у медитеранским народима током његовог првог састанка с Мусолинијем 1934. године. Дефиниција „Аријевца” се константно мењала до те мере да су нацисти чак преиспитивали да ли етничке групе попут Финаца и Мађара треба класификовати као „Аријевце”. За Мађаре су сматрали да су „племенски удаљени”, али не нужно и „крвно удаљени”. Током 1934. године, нацисти су објавили памфлет у ком су „Мађаре” (које нису дефинисали) прогласили за Аријевце. Наредне године, чланак који су објавили нацисти потврдио је  да постоје спорови око расног статуса Мађара. Ови спорови су трајали чак до 1943. године. Хитлер је 1942. прогласио Финце „расно сродним суседним германским народом”, иако нема доказа који би сугерисали да је ово засновано на расној основи.
Идеја о северном пореклу Аријеваца била је нарочито утицајна у Немачкој. Већина људи је веровала да су „ведски Аријевци” етнички идентични с Готима, Вандалима и другим древним германским народима из периода Велике сеобе народа (Völkerwanderung). Ова идеја је често била уплетена с антисемитизмом. Разликовање „аријских” и „семитских” народа заснивало се на поменутој лингвистичкој и етничкој историји. Потпуна, веома спекулативна теорија аријске и антисемитске историје може се наћи у значајној књизи Алфреда Розенберга, „Мит двадесетог века”. Семитски народи су почели да се посматрају као страно присуство међу Аријевцима, а на семитске народе се често указивало као на узрок промене и уништавања друштвеног поретка и вредности које су довеле до пропасти културе и цивилизације, од стране протонацистичких теоретичара, као што је Хјустон Стјуарт Чемберлен.
Ове и друге идеје су еволуирале у нацистичку употребу термина „аријска раса”, што се односи на оно што су они видели као супериорну расу, коју су уско дефинисали као идентичну нордијској раси. Нордијску расу су пратиле друге европске подрасе, искључујући Словене као неаријевце. Нацисти су радили на томе да очувају расну чистоту користећи еугенику (укључујући законе против расног мешања, обавезну стерилизацију ментално болесних и недовољно ментално развијених, стрељање људи који су били неизлечиво болесни, као део програма еутаназије).
Хајнрих Химлер (Рајхсфирер СС-а), особа која је била задужена од стране Адолфа Хитлера да имплементира Коначно решење, односно Холокауст, рекао је свом личном масеру Феликсу Керштену да са собом увек носи копију древног аријског списа, Бхагавадгите, јер му то помаже да отклони кривицу за оно што је радио – осећао се као да је, попут древног ратника Арђуне, једноставно вршио своју дужност без повезаности са својим поступцима.

### Италијански фашизам и аријанство
У говору у Болоњи 1921. године, Мусолини је изјавио да је „фашизам рођен... из дубоке, трајне потребе ове наше аријске и медитеранске  расе”. У овом говору Мусолини је реферисао на Италијане као на медитеранску грану аријске расе, аријске у смислу људи индоевропског језика и културе. Италијански фашизам наглашавао је да је раса везана за духовне и културне основе, и идентификовао је расну хијерархију засновану на духовним и културним факторима. Иако је италијански фашизам основао своју концепцију расе на духовним и културним факторима, Мусолини је експлицитно одбацио идеје да постоје биолошки „чисте расе”, иако се биологија још увек сматрала релевантним фактором у раси.
Италијански фашизам снажно је одбацио уобичајену нордијску концепцију аријске расе која идеализује „чисте” Аријевце као особе с одређеним физичким карактеристикама које су дефинисане као нордијске, попут плаве косе и плавих очију. Антипатија Мусолинија и других италијанских фашиста према нордицизму била је због постојања онога што су сматрали медитеранским комплексом инфериорности који су тврдили да су Медитеранци усвојили ширењем таквих теорија од стране немачких и англосаксонских нордициста који су Медитеранце сматрали расно дегенерисаним и тиме, по њиховом мишљењу, инфериорним. Мусолини је одбио да допусти да се Италија поново врати овом комплексу инфериорности, почетно одбацујући нордицизам. Међутим, традиционалне нордијске тврдње да су Медитеранци дегенерисани због тамније боје коже у односу на Нордијце већ су дуго оспораване у антропологији путем теорије депигментације, која тврди да су светлији народи депигментирани од тамније коже. Ова теорија касније је постала широко прихваћени став у антропологији. Антрополог Карлтон Стивенс Кун у свом делу „Расе Европе” (1939) пристао је на теорију депигментације, која тврди да је светлосмеђа кожа нордијске расе резултат депигментације од њихових предака медитеранске расе.
У раним 1930-им, с доласком на власт Нацистичке партије у Немачкој и с диктатором Адолфом Хитлером, који је нагласио нордијску концепцију аријске расе, дошло је до јаких тензија између фашиста и нациста по питању расе. Током 1934. године, након што су аустријски нацисти убили аустријског канцелара Енгелберта Долфуса, савезника Италије, Мусолини је постао бесан и одговорио је љутитом осудом нацизма. Мусолини је одбацио нордицизам нациста, тврдећи да је наглашавање „германске нордијске расе” од стране нациста апсурдно, говорећи да „германска раса не постоји. ... Понављамо. Не постоји. То кажу научници. То каже Хитлер”. Чињеница да Немци нису били чисто нордијски доиста је призната од стране истакнутог нацистичког расног теоретичара Ханса Ф. К. Гинтера у његовој књизи „Расе Немачког народа” (1922), где је Гинтер признао Немце као састављене од пет аријских подтипова раса: нордијски, медитерански, динарски, алпски и источнобалтички, тврдећи да су Нордијци највиши у расној хијерархији од пет подтипова.
До 1936. године, тензије између фашистичке Италије и нацистичке Немачке смањене су, а односи су постали више пријатељски. Током 1936. године, Мусолини је одлучио да покрене расни програм у Италији и био је заинтересован за расне студије које је спроводио Ђулио Когни. Когни је био нордициста, али није изједначавао нордијски идентитет с германским идентитетом, што су обично чинили немачки нордицисти. Когни је путовао у Немачку, где је био импресиониран нацистичком расном теоријом и покушао је створити своју верзију расне теорије. Једанаестог септембра 1936. године, Когни је послао Мусолинију примерак своје новообјављене књиге „Расизам” (1936). Когни је прогласио расно сродство медитеранске и нордијске подврсте аријске расе и тврдио је да је мешавина нордијских Аријеваца и медитеранских Аријеваца у Италији произвела супериорну синтезу аријских Италијана. Когни је обрадио питање расних разлика између северних и јужних Италијана, тврдећи да су јужни Италијани мешавина аријских и неаријских раса, што је, по његовом мишљењу, највероватније било због унутрашњег мешања њих и азијских народа у римско доба и каснијих арапских инвазија. Као такав, Когни је сматрао јужне италијанске Медитеранце загађеним оријенталним тенденцијама. Касније је променио мишљење и тврдио да су Нордијци и јужни Италијани блиско повезане групе, како расно тако и духовно. Његово мишљење било је да су они генерално одговорни за оно што је најбоље у европској цивилизацији. У почетку Мусолини није био импресиониран Когнијевим радом, међутим Когнијеве идеје су ушле у званичну фашистичку расну политику неколико година касније.
Године 1938. Мусолини се забринуо да ће се, ако италијански фашизам не препозна нордијско наслеђе унутар Италијана, медитерански комплекс инфериорности вратити у италијанско друштво. Стога је лета 1938. године, фашистичка влада званично признала Италијане као носиоце нордијског наслеђа и као потомке нордијско-медитеранског порекла. На састанку с члановима ПНФ-а у јуну 1938. године, Мусолини је себе идентификовао као Нордијца и прогласио је да ће претходна политика фокуса на медитеранизам бити замењена фокусом на аријанство.
Фашистички режим започео је издавање расистичког часописа „La Difesa della Razza” 1938. године. Нордијски расни теоретичар Гуидо Ландра играо је важну улогу у раним радовима Ла Дифеса, и објавио је Манифест расних научника у часопису 1938. године. Манифест је добио значајну критику, укључујући његово тврђење да су Италијани „чиста раса”, јер је сматран апсурдним. Ла Дифеса је објавила и друге теорије које описују дугорочни нордијски аријски елемент међу Италијанима, попут теорије да су у бакарно доба нордијски Аријевци стигли у Италију. Многи од писаца су прихватили традиционалну нордијску тврдњу да је пад и пропаст Римског царства била последица доласка семитских имиграната. Писци Ла Дифеса били су подељени у својим тврдњама које описују како су се Италијани избавили од семитског утицаја.
Нордијски правац фашистичке расне политике изазван је 1938. године поновним успоном медитеранског фактора у ПНФ-у. До 1939. године, заговарање нативистичке расне теорије медитеранских представника одбацивало је приписивање достигнућа италијанског народа нордијским народима. Ова нативистичка расна политика била је проминентно промовисана од стране Уга Релинија. Релини је одбацио идеју масовних инвазија Италије од стране нордијских Аријеваца у бакарном добу, тврдећи да су Италијани аутохтони народ, као потомци кромањонаца. Релини је тврдио да су медитерански и нордијски народи пристигли касније и мирно се мешали у малим бројевима с аутохтоним италијанским становништвом.
Године 1941. медитеранисти ПНФ-а, путем утицаја Ђакома Ачерба, представили су свеобухватну дефиницију италијанске расе. Међутим, ови напори били су изазвани Мусолинијевим подржавањем нордијских фигура именовањем оданог духовног нордицисте Алберта Лучинија за шефа Канцеларије за расну политику Италије у мају 1941. године, као и интересовањем Мусолинија за духовни нордицизам Јулијуса Еволе, крајем 1941. године. Ачербо и медитеранисти у његовом Високом савету за демографију и расу настојали су да режим поново подржи медитеранизам, темељно осуђујући пронордијски Манифест расних научника. Савет је признао Аријевце као лингвистичку групу и осудио је Манифест због негирања утицаја преаријске цивилизације на модерну Италију, тврдећи да Манифест „представља неоправдану и недоказиву негацију антрополошких, етнолошких и археолошких открића која су се десила и дешавају се у нашој земљи”. Надаље, Савет је осудио Манифест због „имплицитног” приписивања заслуга германских освајача Италије под маском Лангобарда за „формирање утицаја на италијанску расу у непропорционалном степену у односу на број освајача и њихову биолошку превласт”. Савет је тврдио да се очигледна супериорност древних Грка и Римљана, у поређењу с древним германским племенима, чини незамисливим да италијанска култура дугује древним аријским Немцима. Савет је осудио нордијски став Манифеста према ком је Медитеранце гледао као „робове”, сматрајући да Манифест представља „одбацивање целе италијанске цивилизације”.

## Неонацизам и аријанство
Након војног пораза нацистичке Немачке од стране савезника, неки неонацисти су смислили инклузивније дефиниције појма „Аријевац”, тврдећи да су људи из западне Европе најближи потомци древних Аријеваца, док су нордијски и германски народи „расно најчистији”.
Према Николасу Гудрик-Кларку, многи неонацисти желе да оснују аутократску државу, налик на нацистичку Немачку, која би се звала Западно царство. Верује се да би оваква држава могла да одржи светску доминацију комбинујући нуклеарни арсенал четири веће aријевске светске силе, Сједињених Америчких Држава, Уједињеног Краљевства, Француске и Русије под једну војну команду.
Овакву државу би предводила личност налик Фиреру, по имену Виндекс, и обухватила би све територије настањене „Аријевцима”. Само људи aријевске расе би били пуноправни грађани те државе. „Западно царство” би имало динамичан програм истраживања свемира, након чега би генетичким инжењерингом креирали супер-расу названу Homo Galactica. Концепт „Западног царства”, какав је приказан у претходне три реченице, заснован је на оригиналном концепту „Царства”, датог у књизи Френсиса Паркер-Јокија „Imperium: The Philosophy of History and Politics”, из 1947. године, а даље ажурираног и проширеног раних 1990-их година у памфлетима које је објавио Дејвид Мајат.